# Yehuda Gruenfeld
Yehuda Gruenfeld ou Grünfeld est un joueur d'échecs israélien né le 25 février 1956 à  Dzierżoniów en Pologne. Grand maître international depuis 1980, il fut deux fois champion d'Israël (en 1982 et 1990).

## Palmarès
Gruenfeld a remporté les tournois suivants :
- Netanya  (tournoi B) 1977 ;
- Gausdal 1978 ;
- l'open du festival d'échecs de Bienne  en 1979 ;
- le tournoi de grands maîtres du festival d'échecs de Bienne en 1980 ;
- Oberwart en 1980 ;
- Lugano en 1981 ;
- New York (mémorial Edward Lasker) en 1981 ;
- Dortmund en 1984 ;
- Beersheba 1985 (tournoi zonal, ex æquo avec Lau, Gutman et Shvidler, Lev Gutman qualifié pour le tournoi interzonal) ;
- le World Open de Philadelphie en 1985 ;
- Hendersonville (Tennessee) (ex æquo avec Joel Benjamin) ;
- le tournoi fermé de maîtres du festival de Bienne en 1986[1] ;
- Munich (tournoi zonal) 1987 ;
- Rishon LeZion 1992 (ex æquo avec Alon Greenfeld) et 1994.

## Tournois interzonaux
Deuxième du tournoi zonal de Lucerne en 1979 (derrière Robert Hübner), il a représenté Israël lors du tournoi interzonal de Riga en 1979 (il fut douzième du tournoi remporté par Tal). En 1987, après avoir remporté le tournoi zonal de Munich, il participa à l'interzonal de Zagreb (il finit huitième ex æquo du tournoi remporté par Kortchnoï).

## Compétitions par équipe
Grünfeld a participé à neuf olympiades : six avec Israël (entre 1978 et 1992) et trois au premier échiquier de l'équipe des sourds (de 2010 à 2014).. L'équipe d'Israël finit cinquième lors de l'olympiade d'échecs de 1978 (Grünfeld était deuxième remplaçant).
Il a également représenté Israël lors des championnats d'Europe par équipe de 1980 et 1989